# 労役場
労役場（ろうえきじょう）とは、法務大臣が指定する刑事施設に附置する場所（刑事収容施設及び被収容者等の処遇に関する法律第287条第1項）をいう。
労役場留置とは、罰金又は科料の判決が確定し、罰金・科料の金額を完納できない者に対して、裁判で定められた1日当たりの金額が罰金の総額に達するまでの日数分、労役場に留置して所定の作業（封筒貼りなどの軽作業）を行わせることをいう。労役場留置の期間は、罰金では1日以上2年以下（罰金を併科した場合は3年以下）、科料では1日以上30日以下（科料を併科した場合は60日以下）である。最高裁判例によれば、労役場留置は「換刑処分を定めた刑法18条の規定は罰金の特別な執行方法を定めたもので罰金刑の効果を全うするための規定である」としている。

## 労役場留置の言渡し
刑法18条4項は「罰金又は科料の言渡しをするときは、その言渡しとともに、罰金又は科料を完納することができない場合における留置の期間を定めて言い渡さなければならない。」と規定している。具体的には、罰金又は科料判決の主文において「被告人を罰金●●万円に処する。これを完納することができないときは、金▲▲円を一日に換算した期間、被告人を労役場に留置する。」のように言い渡される。ただし、少年法54条の規定により少年（20歳未満の者）に対しては労役場留置の言渡しをしない。法人に対する罰金についても同様で、法人が罰金を納めないからといって代表者や経営陣が労役場留置になることはない。
労役場留置一日あたりの金額は裁判官の裁量によって決めるものとされているが、実務上は一日あたり5,000円で換算されることが多い。特に略式命令では換算額が1日5,000円とあらかじめ印刷され、必要事項を雛形に記入するだけの略式命令書が用いられることが多い。高額な罰金では一日5,000円では上限の2年でも払いきれないので、2年以内に収まるよう一日あたりの金額を大きくする。そのため、労役場で同じ軽作業であるのに1日あたりの金額の差異があることは憲法14条の法の下の平等に反するとの指摘もあるが、政府・法務省は問題ないと国会で答弁している。

## 労役場留置の執行
労役場留置を執行するには、身柄拘束のための手続や刑事施設の受け入れ準備が必要となり、検察庁側に手間や費用（人件費、光熱費、労役場留置者の食費など）が掛かる。しかし、近年「分割納付」に応じても結局支払えない例が頻発していることもあって、かつては認められることも少なくなかった分割納付が認められることはまずなくなった。
もし労役場留置の執行のため拘束された後でも、罰金の一部を支払えばその金額に相当する日数は留置日数から差し引かれ、残額を完納すれば速やかに釈放される。本人は身柄を拘束されているので、親族や代理人（主に弁護士）に依頼して納付する必要がある。土日祝日等は作業はないが、労役場留置の日数には算入される。しかし、実際に労役場留置を経験した人には、刑事施設で何もすることがなく1日を過ごす方が苦痛だとの声もある。

### 実際の処遇
基本的な扱いは刑務所の受刑者と同じだが、異なる処遇の面もある。刑法30条2項は行政官庁（地方更生保護委員会）の処分により、いつでも仮に出場を許すことができるとしている。もっとも、1995年以降に仮出場を許された者は2名だけである。
労役場に留置されている者については、その性質に反しない限り拘禁刑受刑者に関する規定が準用される（同法第288条）。刑事施設の規律及び秩序の維持のため、刑事施設の衛生保持の観点からの調髪（男子の場合、丸刈り強制）を行わせることとしている（刑事施設及び被収容者の処遇に関する規則第26条）。ただし、数日の短期間の労役場留置の場合、調髪（丸刈りの強制）は行われない場合もある。また、同法第34条による識別のための身体検査及び同法75条による身体等の検査など、各種検身が刑務所で行われるように、同様の検身が労役場でも行われている。男子労役場の場合、カンカン踊りと通称される所定の動作で隅々まで身体を見せる検査が以前までは裸体で行われていたが、制度が変更されてからはパンツのみを着用した状態で検査が行われている。女子労役場の場合は、カンカン踊りではなく静止した状態での検査が行われており、四つん這いに裸体で膣や肛門の内部の異物や隠匿物の有無を検査する。

### 執行件数
労役場留置処分の執行件数は以下のとおりである（括弧内は総数に占める割合）。
| 年     | 罰金          | 科料       |
| ------ | ------------- | ---------- |
| 2010年 | 7,882 (1.85%) | 22 (0.72%) |
| 2011年 | 7,286 (1.88%) | 32 (1.05%) |
| 2012年 | 6,619 (1.87%) | 28 (0.96%) |
| 2013年 | 5,491 (1.71%) | 22 (0.85%) |
| 2014年 | 4,880 (1.65%) | 20 (0.81%) |
| 2015年 | 4,799 (1.66%) | 17 (0.74%) |
| 2016年 | 4,559 (1.68%) | 15 (0.78%) |
| 2017年 | 4,285 (1.71%) | 11 (0.57%) |
| 2018年 | 3,952 (1.72%) | 7 (0.38%)  |
| 2019年 | 3,617 (1.78%) | 14 (0.87%) |
| 2020年 | 2,941 (1.64%) | 7 (0.48%)  |
| 2021年 | 3,012 (1.73%) | 4 (0.29%)  |
| 2022年 | 2,731 (1.64%) | 11 (0.84%) |
| 2023年 | 2,800 (1.66%) | 4 (0.31%)  |